# Agrypon prismaticum
Agrypon prismaticum är en stekelart som först beskrevs av Norton 1863.  Agrypon prismaticum ingår i släktet Agrypon och familjen brokparasitsteklar. Inga underarter finns listade i Catalogue of Life.